# Museum aan de Stroom
 (mai 2018).
Si vous disposez d'ouvrages ou d'articles de référence ou si vous connaissez des sites web de qualité traitant du thème abordé ici, merci de compléter l'article en donnant les références utiles à sa vérifiabilité et en les liant à la section « Notes et références ».
 (mai 2018).
Le Museum aan de Stroom (Musée sur le cours d'eau) est un musée anversois ethnographique, anthropologique et maritime, posé au bord du bassin Bonaparte sur l'ancien port d’Anvers et qui a nécessité un investissement de plus de 50 millions d'euros ; il a été inauguré le 14 mai 2011.
Les plans du MAS ont été dressés par le bureau d'architectes rotterdamois Neutelings-Riedijk Architecten. La façade du MAS est en grès rouge indien et se présente sous la forme d'une tour haute de 62 mètres.
Le MAS regroupe des collections maritimes, folkloriques et ethnographiques mais aussi des collections d’art appliqué et d’antiquités de la ville d’Anvers. Le MAS dispose d’une collection permanente de 470 000 objets, répartis dans des galeries organisées de manière thématique : démonstration de puissance, métropole, le port, la vie et la mort comme la collection Paul et Dora Janssen-Arts ou bien encore les collections à l'étranger.

## Collections

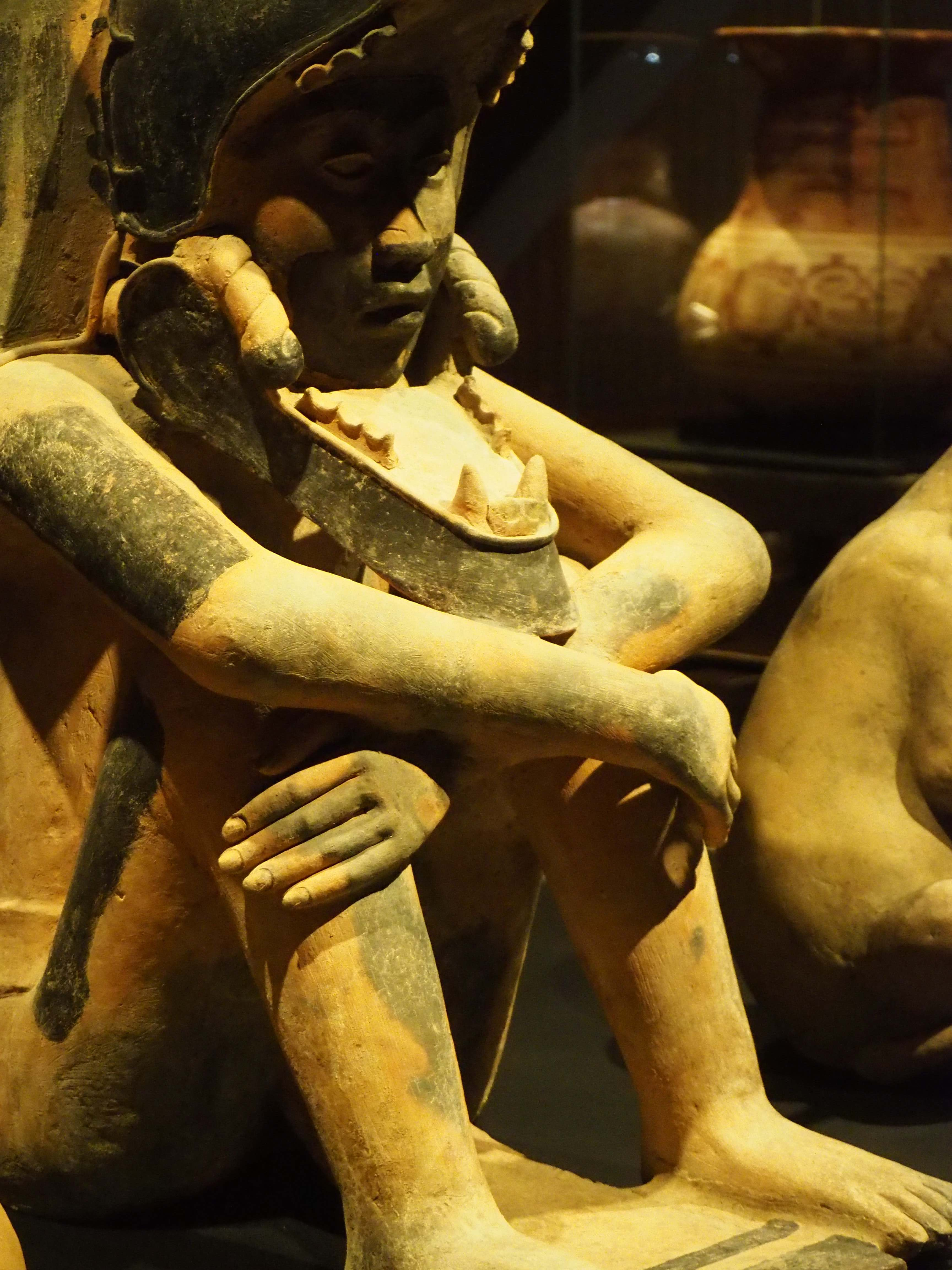
Œuvre d'art d'Amérique centrale présente dans l'expositon permanente du MAS.

Le MAS regroupe des savoirs historiques, culturels, ou encore muséologiques. Les expositions temporaires se situent au troisième étage. Les collections permanentes qui commencent au 4e étage, s'étendent jusqu'au 8e étage. Ces étages qui composent la plupart du musée[pas clair] retracent l'histoire d'Anvers et de son port. Bien plus encore, ce musée nous retrace l'histoire du monde par ces différentes civilisations, avec des expositions dont les œuvres d'art du monde suivent une thématique différente sur chaque étage telle que la religion, la vie et la mort ou encore la puissance. Ainsi, ces huit étages nous présentent des collections maritimes, folkloriques et ethnographiques mais aussi des collections d’art appliqué et d’antiquités de la ville d’Anvers. Enfin, au 10e étage qui se trouve être le toit nous pouvons bénéficier d'une vue panoramique et imprenable sur la ville d'Anvers et son port.
Ce musée est donc composé de quatre collections permanentes s'étendant du 4e au 8e étage. La première collection que nous sommes amenés a découvrir, présente les grues portuaires, soit les plus grandes collections historiques de grues portuaires du monde. Puis, la collection Paul et Dora Janssen-Arts, qui est composée de pièces en or, pierres précieuses telles que le jade et des coquillages connus dans le monde entier. Toutes ces composantes proviennent de plus de 50 cultures, allant de l'Alaska au Chili nous montrant un thème développé au sujet de la vie et la mort ainsi que les aptitudes des hommes arrivant en Amérique et leurs sens de l'esthétisme. Dans la troisième collection se trouve celle des superlatifs c'est-à-dire une collection riche en trésors presque tombés dans l'oubli, des pièces de tous les âges et de toutes les tailles. La dernière collection concerne les collections a l'étranger; il s'agit de découvrir le monde à travers le Mas. Les pièces du MAS voyagent partout dans le monde comme à New York, au Maroc, à Shanghai ou encore en Belgique ainsi le MAS peut voir le monde et inversement.
- niveau 2 : Kijkdepot / Visible Storage / Dépôt accessible / Schaudebot.
- niveau 3 : expositions temporaires
  - Du 17 mai 2011 au 30 décembre 2012 : Meesterwerken in het MAS / Masterpieces in the MAS / Chefs-d'œuvre au MAS / Meisterwerke im MAS.
- niveau 4 : Machtsvertoon / Display of Power / Démonstration de puissance / Machtfaltung.
- niveau 5 : Wereldstad / Metropolis / Métropole / Weltstadt.
- niveau 6 : Wereldhaven / World Port / Port mondial / Welthafen.
- niveau 7 : Leven en dood / Life and Death / La vie et la mort / Leben und Tod.
- niveau 8 : Leven en dood / Life and Death / La vie et la mort / Leben und Tod.
- niveau 10 : terrasse panoramique.

### Décoration
La façade extérieure du MAS est revêtue de grès indien d'un rouge profond provenant d'Agra (Inde du Nord). En référence aux Mains d'Anvers, 3 185 mains y ont été appliquées. À l'intérieur, la surface rouge du cheminement des visiteurs est brisée par le même nombre de médaillons. L'écrivain Tom Lanoye et le graphiste Tom Hautekiet rendent ainsi hommage à la ville, au port, à l'électricité et au monde.

### Dead Skullde Luc Tuymans
Une œuvre d'art monumentale, Dead Skull, une mosaïque en pierre naturelle de 1 600 m2, conçue par l'artiste anversois Luc Tuymans s'étend sur la place devant le musée.

## Histoire
Le musée est situé dans la province d'Anvers, il se situe dans le quartier d’Eilandje. Eilandje signifie que le quartier est entouré d’eau, ce fut le premier quartier bâti hors de l’enceinte des Espagnols au XVIe siècle. Le MAS a été bâti par l’architecte néerlandais Willem Jan Neutelings. Le musée se situe sur l’ancien siège économique de la ville portuaire. À cause de la baisse d’activité du port, le quartier a été dépeuplé année après année, c’est donc une volonté de réhabiliter ce quartier qui a conduit la ville à choisir cet emplacement.
Le musée du MAS est doté de plusieurs étages (neuf), dont quatre qui restent permanents[pas clair]. Le musée est également doté de structures sur le fleuve qui font partie du musée.
Jusqu’en 1934, les bâtiments du Rijnkaai (quai du Rhin) servaient de centre de contrôles médicaux et administratifs. Après la faillite de l’armement en 1934, le complexe Red Star Line fut a plusieurs reprises converti, puis fut supprimé. Avec les bâtiments, l’histoire de la compagnie maritime sombra dans l’oubli. En 1992, le collectionneur Robert Vervoort demande à l’administration communale de placer une pierre commémorative sur les quais de l'Escaut à l’occasion du 120e anniversaire de la fondation de l’armement. Le classement des bâtiments n’est pas encore à l’ordre du jour.[réf. nécessaire]
Le collège des bourgmestre et échevins est favorable en 2000 pour la protection des monuments dans la zone portuaire et dans le quartier l’Eilandje. Les entrepôts Montevideo figurent sur la liste des bâtiments classés monuments historiques, De Shop et des bâtiments[pas clair].
En 2002, le Musée national de la marine organise l’exposition ‘Émigrants’ sur l’histoire de la Red Star Line et l’émigration via Anvers. Les premiers contacts sont établis avec la Fondation Ellis Island et le Musée de l’Immigration d’Ellis Island à New York.
C'est le collège des bourgmestre et échevins qui décide d’acheter les bâtiments en 2005, qui appartiennent au port d'Anvers. Après une procédure dirigée par le Maître d’ouvrage flamand, c'est le bureau d’architecture new-yorkais Beyer Blinder Belle Architects & Planners LLP, qui est sélectionné comme concepteur et réalisateur des bâtiments.
AG Vespa est désigné en 2008 comme maître d’ouvrage délégué et prépare le projet de construction sous le nom et grâce au fonds de la ville. Le projet d’architecture est établi et le budget est fixé. Le groupe maritime international anversois la Compagnie Maritime Belge devient sponsor principal du musée. Le permis de construire est délivré en 2009.

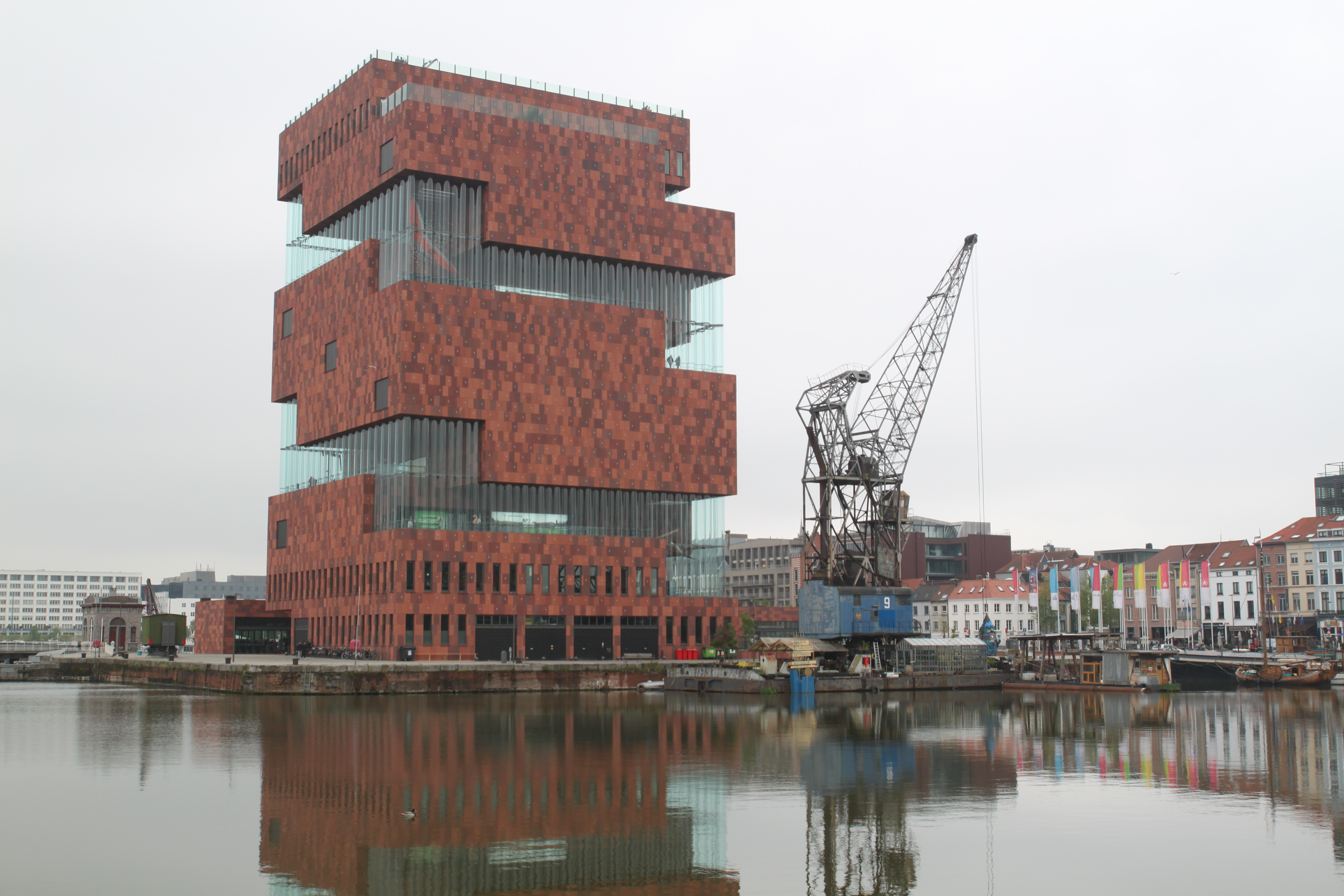

Les travaux se terminent en mars 2011. La restauration du bâtiment commence le 18 avril 2010. Les bâtiments retranchés[Quoi ?] sont montrés une dernière fois au public le 16 mai lors de la journée Publiek Geheim de VRT Canvas.
2012 est l'année de la dernière ligne droite avant l’ouverture du musée. Le musée organise avec Anvers un festival culturel du 28 avril au 13 mai avec toutes sortes d’activités culturelles. L’entreprise de travaux publics livre en septembre les entrepôts restaurés. La tour est achevée en décembre. L’aménagement de l’exposition principale commence en octobre.